# Bohdanovce
Bohdanovce este o comună slovacă, aflată în districtul Košice-okolie din regiunea Košice. Localitatea se află la altitudinea de 210 m deasupra n.m., se întinde pe o suprafață de 5,94 km2 și în 2017 număra 1.100 de locuitori.

## Istoric
Localitatea Bohdanovce este atestată documentar din 1335.

## Demografie
| An:                | 1994 | 2004   | 2014   | 2024    |
| ------------------ | ---- | ------ | ------ | ------- |
| Număr de persoane: | 936  | 952    | 1043   | 1176    |
| Diferență:         |      | +1,70% | +9,55% | +12,75% |

| An:                | 2023 | 2024   |
| ------------------ | ---- | ------ |
| Număr de persoane: | 1173 | 1176   |
| Diferență:         |      | +0,25% |